# 蟲卵海螄螺
蟲卵海螄螺（学名：Epitonium perangustum）为海螄螺科海螄螺屬下的一个种。